# Hermolao Barbaro
Ermolao o Hermolao Barbaro, també Hermolaus Barbarus (21 de maig de 1453/1454—14 de juny de 1493), va ser un estudiós renaixentista italià.

## Educació
Ermolao Barbaro nasqué a Venècia, net de Francesco Barbaro. Era oncle de Daniel Barbaro i Marcantonio Barbaro
Acompanyà el seu pare, que era un polític i un diplomàtic, fora de venècia. El 1462 era a Roma, on estudià amb Pomponius Laetus and Theodorus Gaza. El 1468 estava a Verona, on l'emperador romano germànic Frederic III el premià amb una corona de llorer per la seva poesia.
Va ser professor de filosofia a la Universitat de Pàdua el 1477.

## Carrera
Barbaro va participar en la política. El 1483 va ser elegit al senat de la República de Venècia. Però va ser acusat d'acceptar regals il·legalment. El papa Inocent i el seu successor Alexandre VI l'amenaçaren d'excomunicar-lo.
El senat venecià el va fer exiliar de Venècia.

## Obra
Barbaro edità i traduí un gran nombre d'obres clàssiques. Com obra pròpia escrií Castigationes Plinianae, publicat a Roma el 1492 que va ser la seva obra més influent, on comenta l'obra de Plini el Vell Erasme sovint cita les obres de Barbaro.